# Isländische Fußballmeisterschaft 1956
Die isländische Fußballmeisterschaft 1956 war die 45. Spielzeit der höchsten isländischen Fußballliga. Sie begann am 10. Juni 1956 und endete am 23. September 1956.
Es nahmen sechs Teams am Bewerb teil, die jeweils einmal gegeneinander antraten, wobei ÍBA Akureyri neu aus der zweiten Liga aufgestiegen war. Der Titel ging zum insgesamt zwölften Mal an Valur Reykjavík.

## Abschlusstabelle
| Pl. | Verein             | Sp. | S | U | N | Tore    | Quote | Punkte |
| --- | ------------------ | --- | - | - | - | ------- | ----- | ------ |
| 1.  | Valur Reykjavík    | 5   | 4 | 1 | 0 | 014:600 | 2,33  | 09:10  |
| 2.  | KR Reykjavík (M)   | 5   | 3 | 2 | 0 | 014:800 | 1,75  | 08:20  |
| 3.  | ÍA Akranes         | 5   | 3 | 1 | 1 | 017:600 | 2,83  | 07:30  |
| 4.  | Fram Reykjavík     | 5   | 2 | 0 | 3 | 010:120 | 0,83  | 04:60  |
| 5.  | ÍBA Akureyri (N)   | 5   | 1 | 0 | 4 | 003:130 | 0,23  | 02:80  |
| 6.  | Víkingur Reykjavík | 5   | 0 | 0 | 5 | 006:190 | 0,32  | 0:10   |

| (M) | amtierender isländischer Meister |
| (N) | Neuaufsteiger                    |

### Kreuztabelle
Die Kreuztabelle stellt die Ergebnisse aller Spiele dieser Saison dar. Die Heimmannschaft ist in der ersten Spalte aufgelistet, die Gastmannschaft in der obersten Reihe. Die Ergebnisse sind immer aus Sicht der Heimmannschaft angegeben.
| 1956               | Fram Reykjavík | KR Reykjavík |     | Víkingur Reykjavík | ÍBA Akureyri | ÍA Akranes |
| Fram Reykjavík     |                | 2:3          | 2:5 | 4:2                | 2:0          | 0:2        |
| KR Reykjavík       | –              |              | 1:1 | 4:2                | 3:0          | 3:3        |
| Valur Reykjavík    | –              | –            |     | 4:1                | 1:0          | 3:2        |
| Víkingur Reykjavík | –              | –            | –   |                    | 1:3          | 0:4        |
| ÍBA Akureyri       | –              | –            | –   | –                  |              | 0:6        |
| ÍA Akranes         | –              | –            | –   | –                  | –            |            |

## Torschützen
Die folgende Tabelle gibt die besten Torschützen der Saison wieder.
| Rang | Tore | Spieler              | Verein         |
| ---- | ---- | -------------------- | -------------- |
| 1.   | 6    | Sigurður Bergsson    | KR Reykjavík   |
| 1.   | 6    | þorður þorðarsson    | ÍA Akranes     |
| 3.   | 5    | Dagbjartur Grimsson  | Fram Reykjavík |
| 3.   | 5    | þorður Jonsson       | ÍA Akranes     |
| 5.   | 4    | þorbjörn Friðriksson | KR Reykjavík   |